# Municipio de Castleton (Kansas)
El municipio de Castleton (en inglés: Castleton Township) es un municipio ubicado en el condado de Reno en el estado estadounidense de Kansas. En el año 2010 tenía una población de 285 habitantes y una densidad poblacional de 2,02 personas por km².

## Geografía
El municipio de Castleton se encuentra ubicado en las coordenadas 37°51′48″N 97°57′4″O / 37.86333, -97.95111. Según la Oficina del Censo de los Estados Unidos, el municipio tiene una superficie total de 140.81 km², de la cual 140,79 km² corresponden a tierra firme y (0,01 %) 0,01 km² es agua.

## Demografía
Según el censo de 2010, había 285 personas residiendo en el municipio de Castleton. La densidad de población era de 2,02 hab./km². De los 285 habitantes, el municipio de Castleton estaba compuesto por el 98,95 % blancos, el 1,05 % eran de otras razas. Del total de la población el 3,51 % eran hispanos o latinos de cualquier raza.